# Инголщат
Инголщат (на немски: Ingolstadt) е град в провинция Бавария, Германия. Той се намира в центъра на Бавария на брега на река Дунав. Към 31 декември 2005 г. Инголщат има 121 801 жители, което го прави вторият най-голям град в Горна Бавария след Мюнхен. Инголщат се споменава в романа „Франкенщайн“ от Мери Шели, където е родното място на чудовището, създадено от учения Виктор Франкенщайн. Илюминатите – тайно общество в Бавария – са създадени в Инголщат в края на 18 век. Главната квартира на автомобилния производител „Ауди“ се намира в Инголщат, както и главните офиси на магазините за електроника „МедиаМаркт“ и „Арена Сатурн“. Жп гарата на Инголщат е свързана с Нюрнберг чрез високоскоростна линия от месец май 2006 г.

## История и култура
Инголщат е споменат за първи път в документ на Карл Велики от 6 февруари 806 г. като „Инголдес щат“ – мястото на Инголд. Около 1250 г. Инголщат получава статут на град. Инголщат е столица на херцога на Бавария-Инголщат между 1392 и 1447 г. По-късно се обединява с Бавария-Ландсхут. Лудвиг VII, херцог на Бавария, заповядва строителството на нов замък, който е силно повлиян от френската готическа архитектура. През 1472 г. Лудвиг IX, херцог на Бавария, основава Лудвиг-Максимилианския университет в Инголщат, който е преместен в Ландсхут през 1800 г., а по-късно – в Мюнхен.
На 30 април 1632 г. немският фелдмаршал Йохан Церклес, граф на Тили, умира в Инголщат по време на шведската обсада. Доказано е, че Инголщат е първата крепост в Германия, която издържа цялото времетраене на шведската обсада, като е вероятно дори шведите да се оттеглят оттам. Друга част от историята е, че конят на шведския крал Густав Адолф може да бъде видян в Музея на баварската армия в града. Конят е убит, докато кралят е бил на него, от едно от оръдията вътре в крепостта. Тогава оръдието е било известно като „Смокинята“. Когато шведите се оттеглят, останките от коня са запазени, след което са изложени на показ и са оцелели и до XXI век – почти 400 години. Първоначално Инголщат е крепостен град и е обграден от средновековна отбранителна стена. Баварската крепост (действаща между 1537 – 1930 г.) към 2020 г. приютява Музея на баварската армия.
По време на Първата световна война бъдещият президент на Франция Шарл де Гол е пленник в Инголщат. Все още реката в града се пресича от сапьорски учебен полигон, наблизо има две военни бази, едната от които се използва за изпитания на самолети. Вековната военна традиция рефлектира върху културния и обществен живот в града.
Инголщат е градът, в който през 1516 г. Вилхелм IV, херцог на Бавария, и Лудвиг X, подписват баварския Райнхайтсгебот, който е най-старият закон за храните, все още в действие. Споменатият от Мери Шели във „Франкенщайн“ „Ingolstädter alte Anatomie“ днес е музей по медицинска история. През 1748 г. Адам Вайсхаупт, основател на Ордена на илюминатите, е роден в Инголщат.
През 1800 г. инголщатският университет е преместен в Ландсхут.

## Образование
В Инголщат се намира Училището по мениджмънт на Инголщат, едно от най-добрите бизнес училища в Германия. То е клон на отдела по бизнес администрация и икономика на Католическия университет на Айхщат–Инголщат. Университетът по приложни науки е ново и бързоразвиващо се висше учебно заведение за технологии, компютърни науки и бизнес администрация с около 2500 студенти. Числеността на курсовете е малка и студентите получават индивидуално отношение в много голяма степен, което е основна разлика спрямо големите университети. Няколко научни програми, спонсорирани от „Сименс“ и „Темик“, осигуряват на талантливите студенти средства за следването им.

## Побратимени градове
- Кърколди, Шотландия